# Boxing Helena
Boxing Helena è un film del 1993 diretto da Jennifer Lynch.
La pellicola, che segna l'esordio alla regia della figlia del celebre David Lynch, vede come protagonisti Sherilyn Fenn e Julian Sands.

## Trama
Nick è un chirurgo stimato e in carriera che si trasferisce nella lussuosa casa della madre, recentemente deceduta, con la sua ragazza, Anne. Tuttavia, Nick è fortemente attratto dalla sua vicina Helena, una donna bella e indipendente con cui ha avuto un'esperienza intima, ma che non vuole saperne niente di lui. Nick e Anne organizzano una festa nella nuova casa e Nick invita Helena, la quale se ne va presto con Russell, l'amico di Nick, con grande dispiacere di quest'ultimo. Anne lascia Nick dopo aver capito quanto sia ossessionato da Helena, la quale a sua volta dimentica la sua rubrica a casa di Nick e accetta con riluttanza di tornare il giorno dopo per riprendersela.
Dopo che Helena subisce una grave frattura tibiale in un incidente stradale mentre tenta di andarsene a piedi, Nick la rapisce e le fornisce segretamente cure mediche illecite a casa propria, arrivando al punto da di amputarle entrambe le gambe pur di tenerla con sé; dopo che Helena tenta di strangolarlo, Nick le amputa le braccia sopra il gomito in modo da tenerla sotto il suo totale controllo. Nonostante Helena sia la vittima del rapimento e della mutilazione di Nick, continua a schernirlo e a rifiutare i suoi tentativi di avvicinamento nonostante dipenda da lui per le cure.
Diventa a malincuore più calma e più tollerante nei confronti di Nick fino all'arrivo inaspettato del suo fidanzato Ray, che la stava cercando, fatto che degenera in una violenta lite in cui Ray minaccia di sparare a Nick con una pistola. Sebbene Ray se ne vada dopo le suppliche di Helena, Nick finisce schiacciato da una statua di Venere che gli cade addosso. Tuttavia, si scopre che tutto è solamente un sogno che Nick sta facendo mentre aspetta in ospedale che Helena si riprenda da un intervento chirurgico d'urgenza: nella realtà, dopo l'incidente Nick aveva chiamato l'ambulanza e aveva cercato un'adeguata assistenza medica per lei. Più tardi, mentre è a letto con Anne, Nick si sveglia da un incubo, ancora tormentato dal suo amore per Helena.

## Colonna sonora
Le musiche del film sono scritte principalmente da Graeme Revell, ma la raccolta, pubblicata nel 1995 comprende anche brani di Giacomo Puccini e Tears for Fears.
Tralasciate invece Sadeness degli Enigma, You're Nobody 'til Somebody Loves You di Cab Calloway, It Ain't Over 'til It's Over di Lenny Kravitz e La bohème.
Tracce
1. In mode - composta ed eseguita da Graeme Revell
2. In Hiding - Graeme Revell
3. Pact With The Devil - Graeme Revell
4. Mother's House - Graeme Revell
5. Was it All A Dream - Graeme Revell
6. Love Theme - Graeme Revell
7. Memories - autore sconosciuto
8. Leaving The Party - autore sconosciuto
9. Lawrence Visits - Autore sconosciuto
10. Phone Call - Autore sconosciuto
11. Nick Runs Away - Autore sconosciuto
12. Concerto per clavicembalo... - Composta da Johann Sebastian Bach e diretta da Peter Wohlert
13. Quando Me'n Vo' - Composta da Giacomo Puccini e diretta da Will Humberg
14. The Fountain Song - eseguita da Wendy Levy
15. O Mio Babbino Caro - Composta da Giacomo Puccini ed eseguita da Lucia Popp
16. Piano Concerto #25 IN C, K.503 - Composta da Mozart ed eseguita da Marian Migdal
17. Nessun dorma (dalla Turandot) - Composta da Giacomo Puccini, eseguita da Carol Lotvin
18. I Can't Make You Love Me - Eseguita dai Venice
19. Woman in Chains - Tears for Fears

## Accoglienza
La pellicola, presentata al Sundance Film Festival e, dopo qualche mese, alla cinquantesima mostra di Venezia, ottenne giudizi aspri da critica e pubblico, tanto che riuscì ad aggiudicarsi un premio Razzie come peggior regista esordiente.
Morando Morandini nel dizionario dei film, lo considera un «film che gioca al tavolo del grottesco perverso e che scivola nel ridicolo involontario», mentre Pino Farinotti lo descrive come un «film tendenzialmente idiota, con molti videoclip pseudo erotici, senza nulla di trasgressivo». Leonard Maltin ha commentato: «tenta di essere provocatorio e scioccante ma è semplicemente ridicolo (quando non è noioso)».

## Controversie
Dopo il rifiuto della cantante Madonna, la Main Line (casa di produzione del film) decise di affidare all'attrice Kim Basinger il ruolo dell'amputata Helena. L'artista in modo verbale accettò di interpretare il ruolo, ma in seguito, dopo una più attenta lettura del copione, declinò l'offerta, convinta che la pellicola proponesse agli spettatori troppe scene di sesso e violenza. Da questo rifiuto seguì una vicenda giudiziaria che si concluse con un risarcimento dovuto da Basinger alla Main Line di 3,8 milioni di dollari.

## Collegamenti ad altre pellicole
- Nell'episodio numero 21 della prima stagione della serie La tata, l'attrice cita il titolo del film.
- Nel 1995 nella serie americana Women of the House si scherza sul film.
- La puntata numero 12 della sesta stagione della serie Willy, il principe di Bel-Air, nota in Italia come Lezione di boxe, in lingua originale è intitolata Boxing Helena.
- Una puntata della serie Dharma & Greg viene intitolata Boxing Dharma.
- Nel film Palle al balzo - Dodgeball i personaggi si riferiscono a Kim Basinger in una discussione sui contratti orali.[7]
- Un episodio della terza stagione di Melrose Place, noto in Italia come Aiuto aiuto, in lingua originale s'intitola Boxing Sydney.